# Покревеник
Покревеник је насеље града Пирота у Пиротском округу. Према попису из 2022. има 32 становника (према попису из 2002. било је 126 становника).
Село се налази на Старој планини, неколико километара удаљено од Завојског језера. Село је карактеристично по томе што се у њему налази велики број кућа грађених од камена и покривених каменим плочама. Отуда проистиче и његов назив "Покривеник".

## Историја
Насеље Покровеник се пре 1880. године налазило у бившем Височком срезу. Ту је 1880. године евидентирано 43 куће, са 325 становника, од којих нико није био писмен. Пореских глава је било 65.
Из села је био велики број учесника у Првом светском и Другом светском рату а на жалост и велики број погинулих. У Селу се налази Спомен плоча у част погинулих бораца.

## Демографија
У насељу Покревеник живи 119 пунолетних становника, а просечна старост становништва износи 59,3 година (57,3 код мушкараца и 61,4 код жена). У насељу има 61 домаћинство, а просечан број чланова по домаћинству је 2,07.
Ово насеље је у потпуности насељено Србима (према попису из 2002. године), а у последња три пописа, примећен је пад у броју становника.
|  |

| Демографија | Демографија | Демографија |
| Година      | Становника  | Становника  |
| ----------- | ----------- | ----------- |
| 1948.       | 651         |             |
| 1953.       | 679         |             |
| 1961.       | 696         |             |
| 1971.       | 647         |             |
| 1981.       | 476         |             |
| 1991.       | 170         | 170         |
| 2002.       | 126         | 126         |

| Етнички састав према попису из 2002.‍ | Етнички састав према попису из 2002.‍ | Етнички састав према попису из 2002.‍ | Етнички састав према попису из 2002.‍ | Етнички састав према попису из 2002.‍ |
| ------------------------------------ | ------------------------------------ | ------------------------------------ | ------------------------------------ | ------------------------------------ |
|                                      |                                      |                                      |                                      |                                      |
| Срби                                 | Срби                                 |                                      | 126                                  | 100,0%                               |
| непознато                            | непознато                            |                                      | 0                                    | 0,0%                                 |

| Година пописа     | 1948. | 1953. | 1961. | 1971. | 1981. | 1991. | 2002. |
| ----------------- | ----- | ----- | ----- | ----- | ----- | ----- | ----- |
| Број домаћинстава | 91    | 87    | 89    | 112   | 100   | 64    | 61    |

| Број чланова      | 1  | 2  | 3 | 4 | 5 | 6 | 7 | 8 | 9 | 10 и више | Просек |
| ----------------- | -- | -- | - | - | - | - | - | - | - | --------- | ------ |
| Број домаћинстава | 17 | 33 | 6 | 3 | 1 | 0 | 0 | 1 | 0 | 0         | 2,07   |

| Пол    | Укупно | Неожењен/Неудата | Ожењен/Удата | Удовац/Удовица | Разведен/Разведена | Непознато |
| ------ | ------ | ---------------- | ------------ | -------------- | ------------------ | --------- |
| Мушки  | 60     | 12               | 41           | 6              | 0                  | 1         |
| Женски | 59     | 3                | 42           | 14             | 0                  | 0         |
| УКУПНО | 119    | 15               | 83           | 20             | 0                  | 1         |

| Пол    | Укупно                    | Пољопривреда, лов и шумарство | Рибарство                            | Вађење руде и камена | Прерађивачка индустрија       |
| ------ | ------------------------- | ----------------------------- | ------------------------------------ | -------------------- | ----------------------------- |
| Мушки  | 11                        | 0                             | 0                                    | 0                    | 0                             |
| Женски | 0                         | 0                             | 0                                    | 0                    | 0                             |
| УКУПНО | 11                        | 0                             | 0                                    | 0                    | 0                             |
| Пол    | Производња и снабдевање   | Грађевинарство                | Трговина                             | Хотели и ресторани   | Саобраћај, складиштење и везе |
| Мушки  | 0                         | 10                            | 0                                    | 0                    | 0                             |
| Женски | 0                         | 0                             | 0                                    | 0                    | 0                             |
| УКУПНО | 0                         | 10                            | 0                                    | 0                    | 0                             |
| Пол    | Финансијско посредовање   | Некретнине                    | Државна управа и одбрана             | Образовање           | Здравствени и социјални рад   |
| Мушки  | 0                         | 0                             | 0                                    | 0                    | 0                             |
| Женски | 0                         | 0                             | 0                                    | 0                    | 0                             |
| УКУПНО | 0                         | 0                             | 0                                    | 0                    | 0                             |
| Пол    | Остале услужне активности | Приватна домаћинства          | Екстериторијалне организације и тела | Непознато            | Непознато                     |
| Мушки  | 0                         | 0                             | 0                                    | 1                    | 1                             |
| Женски | 0                         | 0                             | 0                                    | 0                    | 0                             |
| УКУПНО | 0                         | 0                             | 0                                    | 1                    | 1                             |

## Галерија
- Кућа од камена, прекривена каменим плочама
- Поглед на Покревеник са планинарске стазе од Темске ка Завојском језеру
- Део насеља 2022.г.
- Део насеља 2022.г.
- Куће 2022.г.